# 龙须河
龙须河，位于中国广西壮族自治区西部，是右江右岸支流，源头称岜蒙河，发源于靖西市魁圩乡庭那村大动屯，东南流至大贡村转入地下，在渠洋镇新力圩南石山脚下涌出，穿过岜蒙水库，经渠洋镇驻地至弄帖村转东流，进入德保县境，干流在德保县称鉴河，在都安乡多桑分为都安河、新屯河两支汊河。都安汊河经都安乡伏山、都安、旗江等村伏流至三合村鉴屯出露；新屯汊河伏流至三合村百布屯出露，两汊河在鉴屯东汇合，继续东流，经德保县城城关镇和荣华乡，于坡国村转东北流，进入田东县境后，干流始称“龙须河”。龙须河在田东县东北流经作登瑶族乡和龙须河水库，至田阳县城平马镇合恒村对岸汇入右江。干流长179千米，流域面积2828平方千米。